# إريك أنغل
اريك أنغل (بالإنجليزية: Eric Angle)‏ هو مصارع رياضي أمريكي، ولد في 8 أغسطس 1967 في Mt. Lebanon, Pennsylvania ‏ في الولايات المتحدة.

## وصلات خارجية
- إريك أنغل على موقع CageMatch worker (الإنجليزية)
- إريك أنغل على موقع عالم المصارعة على الإنترنت (الإنجليزية)
- إريك أنغل على موقع عالم المصارعة على الإنترنت (الإنجليزية)

- إريك أنغل على موقع IMDb (الإنجليزية)
- إريك أنغل على موقع قاعدة بيانات الفيلم (الإنجليزية)